# Liste der denkmalgeschützten Objekte in Kasten bei Böheimkirchen
Die Liste der denkmalgeschützten Objekte in Kasten bei Böheimkirchen enthält die 11 denkmalgeschützten, unbeweglichen Objekte der niederösterreichischen Gemeinde Kasten bei Böheimkirchen.

## Denkmäler
| Foto |                 | Denkmal                                                                                  | Standort                                         | Beschreibung | Metadaten |
| ---- | --------------- | ---------------------------------------------------------------------------------------- | ------------------------------------------------ | --- | --- |
| ja   | Datei hochladen | 2 Kanalbrücken (Dörfl 1, 2), Einsteigturm 91 HERIS-ID: 111657 Objekt-ID: 129646          | Standort siehe Beschreibung KG: Dörfl bei Kasten | Das Bundesdenkmalamt fasst unter diesem Eintrag die Kanalbrücke Dörfl 1 (Lage), den Einsteigturm 91 (Lage) und die Kanalbrücke Dörfl 2 (Lage) der II. Wiener Hochquellenwasserleitung zusammen. | BDA-Hist.: Q37825864 Status: Bescheid Stand der BDA-Liste: 2025-06-30 Name: 2 Kanalbrücken (Dörfl 1, 2), Einsteigturm 91 GstNr.: 76/1, 81/1, 73, 70 Hochquellenwasserleitung in Kasten bei Böheimkirchen |
| ja   | Datei hochladen | Ein- und Auslaufkammer Michelbachdüker (EK 88, AK 89) HERIS-ID: 111653 Objekt-ID: 129642 | Standort siehe Beschreibung KG: Fahrafeld        | Der Michelbachdüker, ein Düker der II. Wiener Hochquellenwasserleitung, unterquert Fahrafeld auf einer Länge von rund 900 Metern Horizontalentfernung zwischen der Einlaufkammer 88 und der Auslaufkammer 89. | BDA-Hist.: Q37825860 Status: Bescheid Stand der BDA-Liste: 2025-06-30 Name: Ein- und Auslaufkammer Michelbachdüker (EK 88, AK 89) GstNr.: 308, 69 Michelbachdüker                                        |
| ja   | Datei hochladen | Einlaufkammer Stössingbachdüker (EK 92) HERIS-ID: 111658 Objekt-ID: 129647               | Standort KG: Gwörth                              | Der Stössingbachdüker, ein Düker der II. Wiener Hochquellenwasserleitung, unterquert die Ortschaft Hof auf einer Länge von rund 770 Metern Horizontalentfernung zwischen den Gemeinden Kasten und Stössing (AK 93). | BDA-Hist.: Q37825865 Status: Bescheid Stand der BDA-Liste: 2025-06-30 Name: Einlaufkammer Stössingbachdüker (EK 92) GstNr.: 45/1 Stössingbachdüker                                                       |
| ja   | Datei hochladen | Einsteigturm 90 HERIS-ID: 111654 Objekt-ID: 129643                                       | Standort KG: Hummelberg bei Kasten               | Die II. Wiener Hochquellenwasserleitung ist eine 183 Kilometer lange Trinkwasser-Versorgungsleitung für die Stadt Wien. Sie wurde auf Betreiben von Karl Lueger errichtet und nach zehnjähriger Bauzeit am 2. Dezember 1910 als II. Kaiser-Franz-Josef-Hochquellenleitung eröffnet. | BDA-Hist.: Q37825861 Status: Bescheid Stand der BDA-Liste: 2025-06-30 Name: Einsteigturm 90 GstNr.: 107 Einsteigturm 90, II HQL, Kasten bei Böheimkirchen                                                |
| ja   | Datei hochladen | Kanalbrücke Kasten HERIS-ID: 111655 Objekt-ID: 129644                                    | Standort KG: Kasten                              | Die Kanalbrücke Kasten ist eine Kanalbrücke der II. Wiener Hochquellenwasserleitung. | BDA-Hist.: Q37825862 Status: Bescheid Stand der BDA-Liste: 2025-06-30 Name: Kanalbrücke Kasten GstNr.: 113                                                                                               |
| ja   | Datei hochladen | Kath. Pfarrkirche hl. Mauritius und Friedhof HERIS-ID: 32640 Objekt-ID: 29762            | Kasten 3, bei Standort KG: Kasten                | Die leicht erhöht gelegene Wehrkirche mit spätgotischem Kern und massivem Nordturm ist von einem ummauerten Friedhof umgeben. Der neogotische Hochaltar aus dem Jahr 1906 ist ein Werk von Leopold Hofer. | BDA-Hist.: Q37948936 Status: § 2a Stand der BDA-Liste: 2025-06-30 Name: Kath. Pfarrkirche hl. Mauritius und Friedhof GstNr.: .3, 56 Pfarrkirche Kasten bei Böheimkirchen                                 |
| ja   | Datei hochladen | Pfarrhof HERIS-ID: 32642 Objekt-ID: 29764                                                | Kasten 3 Standort KG: Kasten                     | Der Pfarrhof wurde 1547 vom Stift St. Pölten erworben und als Sommerresidenz der Pröpste (als Schloss) genutzt. 1683 Zerstörung durch die Türken, danach Wiederaufbau, 1704 wurde unter Propst Christoph Müller von Frankenheim ein Trakt angebaut. Der zweigeschoßige Bau wird von einem Walmdach gedeckt, die einheitliche putzbandgegliederte Fassade stammt aus dem 18. Jahrhundert. Im älteren Nordtrakt Stichkappen- und stellenweise Kreuzgratgewölbe aus dem 16./17. Jahrhundert. Der jüngere Südtrakt hat einen kreuzgratgewölbten Arkadengang zum Nordtrakt, mit dem er durch eine Durchfahrt mit Stichkappentonne und Rundbogenportal angebunden ist. | BDA-Hist.: Q37948958 Status: § 2a Stand der BDA-Liste: 2025-06-30 Name: Pfarrhof GstNr.: .2 Pfarrhof Pfarrkirche hl. Mauritius                                                                           |
| ja   | Datei hochladen | Volksschule HERIS-ID: 32641 Objekt-ID: 29763                                             | Kasten 17 Standort KG: Kasten                    | Die Volksschule entstand durch Umbau des ehemaligen Zehentkastens im Jahre 1872. Der dreigeschoßige Bau unter einem Walmdach wurde um ein Geschoß erhöht. | BDA-Hist.: Q37948947 Status: § 2a Stand der BDA-Liste: 2025-06-30 Name: Volksschule GstNr.: .5 Alte Volksschule in Kasten, Böheimkirchen                                                                 |
| ja   | Datei hochladen | Höllgrabenbachaquädukt HERIS-ID: 111660 Objekt-ID: 129649                                | Standort KG: Lanzendorf bei Kasten               | Teil der II. Wiener Hochquellenwasserleitung, siehe Einsteigturm 90 | BDA-Hist.: Q37825868 Status: Bescheid Stand der BDA-Liste: 2025-06-30 Name: Höllgrabenbachaquädukt GstNr.: 96 Höllgrabenbachaquädukt                                                                     |
| ja   | Datei hochladen | Kanalbrücke Lielach HERIS-ID: 111656 Objekt-ID: 129645                                   | Standort KG: Lielach                             | Die Kanalbrücke Kasten ist eine Kanalbrücke der II. Wiener Hochquellenwasserleitung. | BDA-Hist.: Q37825863 Status: Bescheid Stand der BDA-Liste: 2025-06-30 Name: Kanalbrücke Lielach GstNr.: 26 Kanalbrücke Lielach                                                                           |
| ja   | Datei hochladen | Straßenbrücke, Eisenbetonfachwerkbrücke HERIS-ID: 32638 Objekt-ID: 29760                 | Mitterfeld 2, bei Standort KG: Mitterfeld        | | BDA-Hist.: Q37948927 Status: § 2a Stand der BDA-Liste: 2025-06-30 Name: Straßenbrücke, Eisenbetonfachwerkbrücke GstNr.: 161/2, 374, 386                                                                  |